# Thy Serpent
A Thy Serpent finn black/melodikus black metal együttes. A zenekar Sami Tenetz egyszemélyes projektjeként indult 1992-ben, 1995-ben kiegészült további tagokkal. Espoo városában alakultak.

## Tagok
- Azhemin – ének, basszusgitár, szintetizátor
- Sami Tenetz – gitár
- Teemu Laitinen – dob
- Tomi Ullgren – gitár

## Korábbi tagok
- Pekka – dob (1995)
- Börje – gitár (1995)
- Teemu Raimoranta – gitár (1995–1996)
- Alexi Laiho – gitár (1997)
- Agathon – dob, ének (1996–1999)
- Luopio – basszusgitár, ének (1996–1998)

## Diszkográfia
- Frozen Memory (demó, 1994)
- Into Everlasting Fire (demó, 1995)
- Forests of Witchery (1996)
- Lords of Twilight (1997)
- Christcrusher (1998)
- Death (EP, 2000)
- Thy Serpent / Ash Pool (split lemez, 2019)